# Leptosciarella
Leptosciarella is een muggengeslacht uit de familie van de rouwmuggen (Sciaridae).

## Soorten
- L. alba Heller, 2012
- L. atricha (Tuomikoski, 1960)
- L. brevior (Tuomikoski, 1960)
- L. brevipalpa (Mohrig & Menzel, 1992)
- L. cerifera Mohrig & Menzel, 1997
- L. claviforceps (Tuomikoski, 1960)
- L. coarctata (Winnertz, 1867)
- L. defecta (Strobl, 1910)
- L. dimera (Tuomikoski, 1960)
- L. echinata Lengersdorf, 1926
- L. fuscipalpa (Mohrig & Mamaev, 1979)
- L. gretae Heller, 2012
- L. helvetica (Rudzinski, 1992)
- L. hirtipennis (Zetterstedt, 1838)
- L. holotricha Mohrig & Menzel, 1997
- L. ignis Heller, 2012
- L. juliae Heller, 2012
- L. juniperi (Mohrig & Blasco-Zumeta, 1996)
- L. krille Heller, 2012
- L. longistilis (Hondru, 1968)
- L. mediterranea (Mohrig & Kauschke, 1994)
- L. melanoma (Mohrig & Menzel, 1990)
- L. multispinosa Mohrig & Mamaev, 1985
- L. nigrosetosa Freeman, 1990
- L. nudinervis (Tuomikoski, 1960)

- L. parcepilosa (Strobl, 1900)
- L. pilosa (Staeger, 1840)
- L. rejecta (Winnertz, 1867)
- L. scutellata (Staeger, 1840)
- L. subcoarctata Mohrig & Menzel, 1997
- L. subpilosa (Edwards, 1925)
- L. subspinulosa Edwards, 1925
- L. subviatica Mohrig & Menzel, 1997
- L. tomentosa (Mohrig & Kauschke, 1994)
- L. trochanterata (Zetterstedt, 1851)
- L. truncata (Tuomikoski, 1960)
- L. tuberculigera (Tuomikoski, 1960)
- L. viatica (Winnertz, 1867)
- L. viaticella (Mohrig & Krivosheina, 1979)
- L. yerburyi (Freeman, 1983)
- L. zanti Heller, 2012